# 鳳頂路
鳳頂路（Fongding Rd.）是高雄市鳳山區的南北向重要道路，原為王生明路的一部分，全線屬市道183甲線。起端於國泰路、維武路口接王生明路，經中正預校、陸軍步兵學校往過埤、頂庄及小港區等。末端止於鳳山、小港區交界中安路口續接孔鳳路。由於鳳頂路是連結鳳山區過埤、小港區、台88線鳳山交流道及高雄國際機場的主要道路，所以車流量非常大。

## 行經行政區域
（由北至南）
- 鳳山區
- 小港區

## 沿線設施
（由北至南）
- 中山公園
- 鳳山活泉靈糧堂活動中心（誠東街1號）
- 陸軍步兵學校
- 中正預校（凱旋路1號）
- 新竹貨運鳳山所
- 台糖鳳山物流中心
- 台糖加油站建軍站
- 7-Eleven鳳頂門市
- 高雄市政府消防局第三救災救護大隊、鳳祥分隊
- 高雄市政府警察局鳳山分局過埤派出所（保生路69號）
- 台灣中油千越加油站鳳頂站
- 鳳山交流道、過埤路
- 高都高爾夫球練習場
- 全家便利商店鳳山鳳頂店
- 萊爾富鳳山高頂店
- 中華電信鳳山營運處桂林服務中心
- 新圓山美食自助餐鳳頂店

## 公車資訊
- 港都客運
  - 30 小港站－長庚醫院
  - 橘8 建軍站（捷運衛武營站）－鳳山車站－鳳山轉運站（捷運大東站）－過埤派出所

## 公共自行車
- 高雄市公共自行車租賃系統：
  - 鳳頂國泰路口：國泰路一段2號
  - 鳳頂誠東街口(西南側)：誠東街1號
  - 鳳頂田中央路口：鳳頂路/田中央路(東南側)
  - 鳳頂過雄一街口：鳳頂路/過雄一街(西南側人行道)

## 備注、參照
1. ↑  台88線與橋下道路通車之後從國泰路口至小港區中安路口改名。
2. ↑  鳳山王生明路…住戶想改名 的存檔，存档日期2012-08-04.，自由電子報，2010-09-30

## 外部連結
- 交通部公路總局 （页面存档备份，存于）